# カテニン

アドヘレンスジャンクションの構造タンパク質間の相互作用。カドヘリンとアクチンフィラメントの連結の正確な機構は、現在も研究中である。

カテニン（英: catenin）は、動物細胞でカドヘリン細胞接着分子と複合体を形成するタンパク質のファミリーである。最初に同定された2種類のカテニンは、α-カテニン、β-カテニンとして知られている。α-カテニンはβ-カテニンと結合し、またアクチンフィラメント（F-アクチン）とも結合することができる。β-カテニンは古典的（クラシカル）カドヘリンの細胞質テールに直接結合する。γ-カテニンやδ-カテニンなど、その他のカテニンも同定されている。「カテニン」（catenin）という名称はラテン語で「鎖」を意味する'catena'に由来し、カドヘリンと細胞骨格を連結すると考えられていたためこの名称がつけられた。

## 分類
大きく、αカテニン、β/γカテニン、δカテニンの3群に分類できる。

### αカテニン
ビンキュリン相同ドメイン（VHドメイン）を持ち、カドヘリンをアクチン細胞骨格と結合する。また、β-カテニンとも結合する。

### β/γカテニン
アルマジロリピートを持ち、カドヘリン、αカテニンと同時に結合する事で、カドヘリン細胞接着因子としての機能を助ける。
一方、Wntシグナルの活性化により、GSK3βによるリン酸化が抑制されると、核へ移行する。これにより、転写制御に関わる。これをWnt/β–カテニンシグナルとよぶ。

### δカテニン
p120–カテニンとδ–カテニンがある。アルマジロリピートを持ち、またカルボキシル末端にはPSD-95に結合するPDZリガンド配列が存在する。

## 機能
細胞接着複合体は高等生物の単層上皮の構造、機能、極性の維持に必要である。アドヘレンスジャンクションと呼ばれる複合体は上皮層の形成と維持に加えて細胞成長の調節を助け、一般的には少なくともカドヘリン、β-カテニン、α-カテニンが含まれる。カテニンは進化的には、Wntシグナル伝達経路やカドヘリンの起源よりもずっと前から、細胞の組織化や極性に関与している。
カテニンの主要な機械的役割は、上皮細胞のアドヘレンスジャンクションなどでみられるような、カドヘリンとアクチンフィラメントの連結である。カテニンの作用に関する研究の大部分は、α-カテニンとβ-カテニンに焦点を当てている。β-カテニンは細胞内で二重の役割を果たすため、特に興味深いものとなっている。第一に、β-カテニンはカドヘリン受容体の細胞質テールドメインに結合し、上皮層の維持を助けるアドヘレンスジャンクションのタンパク質複合体の重要な構成要素として機能する。β-カテニンはアクチン骨格をジャンクションへ固定する作用を果たし、おそらく細胞内への接触阻害シグナルの伝達を助けている。例えば、上皮層が完全な状態であり、細胞が周囲を他の細胞などに完全に取り囲まれていることをアドヘレンスジャンクションが示している場合、これ以上細胞増殖を行う余地がないため、β-カテニンはその細胞に増殖を止めるよう伝える。第二に、β-カテニンはWntシグナル伝達経路に関与する。その経路は完全には理解されていないものの、一般的にはWntが存在しない場合には、GSK3Bはβ-カテニン、AXIN1、AXIN2、APC、CSNK1A1とともに複合体を形成し、β-カテニンをリン酸化することができるようになる。β-カテニンのN末端のセリン・スレオニン残基がリン酸化されると、BTRCによるβ-カテニンのユビキチン化が促進され、TrCP/SKP複合体によるβ-カテニンの分解が引き起こされる。一方Wntが存在する場合には、GSK3Bは先述の複合体から解離することでβ-カテニンはリン酸化されなくなり、そのためユビキチン化も行われなくなる。その結果、細胞内のβ-カテニンは安定化され、細胞質に蓄積する。こうして蓄積したβ-カテニンの一部は、最終的にはRAC1の助けを借りて核内に移行する。β-カテニンは核内ではTCF/LEFのコアクチベーターとなり、GrouchoやHDAC転写リプレッサーに置き換わることでWnt標的遺伝子を活性化する。こうした遺伝子の産物は正常な発生時の細胞運命の決定や恒常性の維持に重要である。また、がんなどの疾患ではβ-カテニン、APC、Axinなどの変異によって細胞内のβ-カテニンが調節を受けずに蓄積することで、無制御な成長が引き起こされている場合がある。
細胞接着に関する研究においてα-カテニンに対する関心はあまり高いものではないが、それでも細胞の組織化、機能、成長に重要な役割を果たしていることが知られている。α-カテニンは細胞内のβ-カテニン-カドヘリン複合体に結合することで、アドヘレンスジャンクションの形成と安定化に関与している。α-カテニンのアドヘレンスジャンクションにおける作用の正確な機構は不明であるが、ビンキュリンと協調してアクチンに結合し、アドヘレンスジャンクションの安定化を補助している可能性が高い。

### カドヘリンとの相互作用
F9胎児性癌細胞は上図のP19細胞と同様に通常はE-カドヘリンによって媒介される細胞間接着を行っており、E-カドヘリンの細胞質ドメインにはβ-カテニンが結合している。β-カテニンを欠くよう改変されたF9細胞では、E-カドヘリンとプラコグロビン（γ-カテニン）との結合が増加する。β-カテニンとプラコグロビンの双方を欠くF9細胞では、E-カドヘリンとα-カテニンは細胞表面にほとんど蓄積しない。β-カテニンを欠くマウスでは欠陥がある胚が形成される。血管内皮細胞特異的にβ-カテニンを欠くよう改変されたマウスでは、血管内皮細胞間の接着の異常がみられる。プラコグロビンを欠くマウスも多くの組織で細胞接着の欠陥がみられるが、多くの細胞結合部位においてβ-カテニンがプラコグロビンの代替として機能している。α-カテニンを発現しないよう改変されたケラチノサイトでは、細胞接着の異常とNF-κBの活性化がみられる。δ-カテニンに欠陥を有する腫瘍細胞株ではE-カドヘリンレベルと細胞間接着の低下がみられるが、機能的なδ-カテニンを正常レベルで発現させることで正常な上皮形態を回復しE-カドヘリンレベルは上昇する。

## 臨床的意義
カテニンの性質は正常な細胞運命の決定、恒常性、成長に重要な役割を果たしているが、その性質は細胞の異常な挙動や成長をもたらすような変化を受けやすくもしている。細胞骨格の組織化や細胞接着の変化は、シグナル伝達の変化、遊走、そして接触阻害の喪失をもたらすことでがんの発生や腫瘍形成を促進している場合がある。特に、カテニンはさまざまなタイプのがんと関係した異常な上皮細胞層の成長に主要な役割を果たしていることが明らかにされている。カテニンをコードする遺伝子の変異はカドヘリンによる細胞接着の不活性化や接触阻害の喪失をもたらして細胞の増殖と遊走を可能にしている場合があり、それによって腫瘍形成やがんの発生が促進される。カテニンの異常は大腸がんや卵巣がんと関係していることが知られており、毛母腫、髄芽腫、多形腺腫、悪性中皮腫でも同定されている。
α-カテニンの作用の正確な機構はあまり知られていないが、がんとの関係は広く認識されている。アクチンとE-カドヘリンはα-カテニン、β-カテニンとの相互作用を介して連結され、安定な細胞接着がもたらされている。こうした接着能力の低下は、転移や腫瘍のプログレッションと関連付けられている。正常な細胞では、α-カテニンはがん抑制因子として作用している可能性があり、がんと関係した接着の欠陥を防いでいる場合がある。一方で、α-カテニンの欠損は異常な転写を促進し、がんが引き起こされる場合がある。こうした理由により、がんはα-カテニンの減少と関連していることが多い。
β-カテニンもさまざまな形態のがんの発生に大きな役割を果たしている可能性が高い。α-カテニンとは対照的に、β-カテニンはその上昇が発がんと関係している可能性がある。特に一部のがんには、β-カテニンの過剰発現やそのカドヘリンとの関係と関連した、上皮細胞と細胞外マトリックスとの異常な相互作用が関係している。Wnt/β-カテニン経路の刺激や、その悪性腫瘍形成や転移を促進する役割も、がんに関与していることが示唆されている。
カテニンの上皮間葉転換における役割も、がんの発生に関して大きな関心を集めている。Wnt/β-カテニン経路と同様に、HIF-1αは上皮間葉転換経路を誘導できることが示されており、それによってLNCaP細胞（ヒト前立腺がん細胞）の浸潤能を高めている。そのため、HIF-1αのアップレギュレーションと関係した上皮間葉転換はWnt/β-カテニン経路からのシグナルによって制御できる可能性がある。カテニンと上皮間葉転換との相互作用は肝細胞がんにも関係している可能性がある。肝細胞癌に対するVEGF-B処理はα-カテニンを膜上の正常な位置から核内へ移動させ、E-カドヘリンの発現を低下させる。それによって、上皮間葉転換と腫瘍の浸潤が促進される。
他の生理的因子も、カテニンとの相互作用を介してがんの発生を関係している。例えば、高レベルのコラーゲンXXIIIは細胞内の高レベルのカテニンと関係している。こうした高レベルのコラーゲンは接着と足場非依存的な細胞成長を促進することから、コラーゲンXXIIIの転移を媒介における役割の証拠が得られている。他の例としては、肝細胞がんにおいて、Wnt/β-カテニンシグナル伝達は腫瘍形成に関与するmiRNA-181ファミリーの発現を増加させることが明らかにされている。

### 近年の臨床研究
カテニンと関係したがんに対する新たな治療法の可能性を調査する、実験室レベルや臨床レベルでの研究が多数行われている。インテグリンアンタゴニストや5-フルオロウラシルとクレスチン（PSK）を用いた免疫化学療法は有望な結果が得られている。PSKはNF-κBの活性化を阻害することでアポトーシスを促進する。がんでβ-カテニンレベルが上昇している場合には通常NF-κBはアップレギュレーションされ、アポトーシスが阻害されている。そのため、PSKによるNF-κBの阻害はβ-カテニンレベルが高い患者の治療に利用することができると考えられる。
現行の治療技術とカテニン関連要素を標的とした治療の併用は、短期的には最も有効な治療法である可能性がある。短期ネオアジュバント放射線療法によるWnt/β-カテニンシグナル伝達経路の破壊は手術後の臨床的再発の防止に有用である可能性があるが、このコンセプトに基づいた適切な治療法の決定にはさらなる研究が必要である。
実験室レベルの研究においても、将来的な臨床研究のための治療標的が示唆されている。VEGFR1やEMTは、がんの発生や転移の防止に理想的な標的である可能性がある。5-アミノサリチル酸（ASA）はβ-カテニンとその核への局在を減少させることが、結腸がん患者や患者から単離されたがん細胞で示されており、大腸がんに対する化学的予防薬として有用である可能性がある。さらに、アシルヒドラゾンは多くのがんの特徴となっているWntシグナルを阻害することが示されている。アシルヒドラゾンはβ-カテニンを不安定化し、Wntシグナル伝達を破壊してがんと関係した異常な細胞成長を防ぐ。また、E-カドヘリン/カテニン接着系をアップレギュレーションすることで接着や接触阻害の破壊を防ぎ、がんの転移の促進を防ぐ治療概念もある。そうした手法の可能性の1つとして、マウスモデルではRasの活性化阻害剤を用いた接着系の機能性向上が行われている。他のカテニンやカドヘリン、細胞周期の調節因子もさまざまながんの治療に有用である可能性がある。
近年の実験室レベルや臨床レベルでの研究ではカテニンと関係したさまざまながんの治療に対する有望性が示されている一方で、Wnt/β-カテニン経路によってさまざまに異なる作用や機能が生じることが示されており、またその一部は抗がん作用を示す可能性さえある。そのため、単一の正しい治療標的といったものを見つけることは困難である可能性がある。